# Ophiacantha densa
Ophiacantha densa is een slangster uit de familie Ophiacanthidae.
De wetenschappelijke naam van de soort werd in 1913 gepubliceerd door G.P. Farran.